# Communic
Communic é uma banda de metal progressivo de Kristiansand, Noruega.[carece de fontes?] A banda foi fundada em 2003 e tem 5 álbuns de estúdio lançados, sendo os 4 primeiros gravados pela Nuclear Blast.

## História

### Formação
Communic foi fundada em março de 2003 como um projeto do guitarrista Oddleif Stensland e do baterista Tor Atle Andersen, ambos ex-membros do Scariot . Logo se juntaram ao baixista Erik Mortensen, que era membro de uma banda junto com Stensland chamada Ingermanland . O nome da banda é uma abreviação para Communicate ou Communication (comunicar ou comunicação em inglês), e foi adotado após descartarem a ideia inicial de usar o nome CommunicHate. Em janeiro de 2004, a banda gravou sua primeira demo no Dub Studios, na Noruega, contendo três faixas. Enquanto apenas 100 cópias da demo Conspiracy in Mind foram produzidas, ela foi selecionada como a "Demo do Mês" pela revista Rock Hard alemã . Em abril de 2004, Stensland saiu do Scariot para se concentrar exclusivamente em sua nova banda, o que já havia sido feito por Andersen. Desde o início o estilo da banda foi comparado ao de grupos como Nevermore e Sanctuary, devido à mistura de elementos de metal progressivo, thrash e power metal.

### Conspiracy in Mind (2004)
Em julho de 2004, Communic assinou um contrato de longa duração com a gravadora alemã Nuclear Blast, e em setembro começou a gravar seu primeiro álbum, Conspiracy in Mind, nos estúdios do produtor Jacob Hansen, na Dinamarca. O tecladista Peter Jensen (ex-Sinphonia) ajudou na gravação do álbum tocando teclado . O disco foi lançado em 21 de fevereiro de 2005 e recebeu boas críticas, sendo nomeado álbum do mês pelas revistas Rock Hard e Heavy Oder Was . A revista Rock Hard também selecionou a banda como Banda caloura do ano. Logo após o lançamento, a banda fez turnê pela Europa com Ensiferum e Graveworm, incluindo uma presença no "Rock Hard Festival" . Jensen acompanhou a banda durante a turnê mas não se fixou como membro permanente, já que não vivia na Noruega. A banda então permaneceu como um power trio, contando apenas com guitarra, baixo e bateria.

### Waves of Visual Decay (2006)
No começo de 2006 a banda foi novamente para a Dinamarca gravar seu segundo disco, nos estúdios de Jacob Hansen. Dessa vez, o norueguês Endre Kirkesola tocou teclados para o álbum . Ao contrário de Jensen, Kirkesola não fez turnê com a banda para promover o álbum. Essa teria sido uma escolha dos membros permanentes da banda, como afirmou o baixista Erik Mortensen: " a razão pela qual optamos por não ter um tecladista ao vivo é que nós queremos que nossa música seja apresentada ao vivo da mesma forma que foi criada, e com o mesmo nível de energia que nós temos em nossos ensaios" . O álbum foi muito bem recebido pela crítica, sendo nomeado álbum do mês em várias revistas pelo mundo afora[carece de fontes?]. A banda foi convidada para vários festivais na Europa, incluindo o Queens of Metal, na Alemanha,  o Ragnarock Festival na Noruega e o Prog Power Europe na Holanda.

### Payment Of Existence (2008) e The Bottom Deep (2011)
Payment Of Existence é o terceiro álbum de estúdio, lançado no dia 30 de maio de 2008 pela gravadora Nuclear Blast.
O quarto álbum de estúdio da banda é The Bottom Deep, lançado no dia 22 de julho de 2011.

## Integrantes
- Oddleif Stensland — vocal e guitarra
- Erik Mortensen — baixo
- Tor Atle Andersen — bateria

## Discografia
- Conspiracy in Mind (2005)
- Waves of Visual Decay (2006)
- Payment of Existence (2008)
- The Bottom Deep (2011)
- Where Echoes Gather (2017)